# روبرت أندرسون (مسؤول شرطة سكوتلاند يارد)
السير روبرت أندرسون (بالإنجليزية: Robert Anderson) (29 مايو 1841 - 15 نوفمبر 1918) كان المساعد المفوض الثاني (الجريمة) من شرطة العاصمة لندن، من 1888 إلى 1901 كما كان كاتب وضابط مخابرات لاهوتي.

## روابط خارجية
- السير روبرت اندرسون الدخول في كتيب: جاك السفاح
- السير روبرت أندرسون، الخدمة السرية اللاهوتي